# Литвин, Николай Михайлович
Никола́й Миха́йлович Литви́н (род. 8 марта 1961, село Слобода Романовская Новоград-Волынского района Житомирской области Украинской ССР, ныне Украина) — украинский военачальник, Генерал армии Украины. Кандидат военных наук (2001).

## Биография
Родился 8 марта 1961 года в селе Слобода Романовская, Новоград-Волынского района Житомирской области.
Из крестьянской семьи. Украинец.

### Военная служба в СССР
С 1980 года — на службе в Советской Армии. В 1984 году окончил с золотой медалью Донецкое высшее военно-политическое училище инженерных войск и войск связи. Служил в Воздушно-десантных войсках, был последовательно заместителем командира роты, батальона и парашютно-десантного полка по политчасти в 104-й гвардейской воздушно-десантной дивизии (дислоцировалась в Азербайджанской ССР). Окончил Гуманитарную академию Вооружённых Сил Российской Федерации в 1993 году.

### Военная служба на Украине
С 1993 года — в Вооружённых силах Украины. Был заместителем командира по воспитательной работе полка и бригады в национальной гвардии Украины. С 1996 года — заместитель начальника Главного управления — командующего Внутренними войсками Украины — начальник штаба Внутренних войск Вооружённых сил Украины. Окончил оперативно-стратегический факультет Национальной Академии обороны Украины в 1998 году, кроме того, окончил курс «Национальная безопасность Украины» в Гарвардском университете США.
С 2001 года — начальник Главного управления — командующий Внутренними войсками МВД Украины.
С декабря 2001 года — председатель Государственного комитета по делам государственной границы Украины — командующий пограничными войсками Украины. После реорганизации комитета в июле 2003 года — председатель Государственной Пограничной службы Украины. Воинское звание генерал армии присвоено указом Президента Украины В. А. Ющенко от 23 августа 2008 года.
Считался одним из основных претендентов на пост министра обороны в правительстве Азарова при его формировании в 2010 году.
6 октября 2014 года Президент Украины Пётр Порошенко подписал указ об увольнении Литвина с должности председателя Государственной пограничной службы.

### Семья
- Женат, имеет дочь Александру.
- Родные братья:
  - Владимир Михайлович Литвин — Председатель Верховной Рады Украины в 2002—2006 и 2008—2012 годах.
  - Пётр Михайлович Литвин — командующий войсками Южного оперативного командования Сухопутных войск ВС Украины в 2007—2012 годах, с 19 июня 2018 г. Чрезвычайный и Полномочный Посол Украины в Республике Армения.

## Награды
- Орден Богдана Хмельницкого I степени (2011).[3]
- Орден Богдана Хмельницкого II степени (2004).
- Орден Богдана Хмельницкого III степени (1999).[4]
- Знак отличия МВД Украины «Крест Славы».
- Медали СССР и Украины.